# Eddie Constantine
Eddie Constantine (Los Angeles, Califòrnia, 29 d'octubre de 1917-Wiesbaden, Alemanya, 25 de febrer de 1993) va ser un actor i cantant estatunidenc, que va fer la seva carrera professional a Europa.
Ben conegut per una sèrie de pel·lícules franceses de sèrie B en les quals encarnava l'agent Lemmy Caution, és sobretot recordat pel seu paper en la cinta de Jean-Luc Godard Alphaville, une étrange aventure de Lemmy Caution (1965).
Constantine també va actuar en films de Rainer Werner Fassbinder (com ell mateix, en Warnung vor einer heiligen Nutte 1971), Lars von Trier, i Mika Kaurismäki. Ja havia complert els setanta anys i va continuar encarnant Lemmy Caution: La seva última actuació amb el personatge va arribar en el film de Jean-Luc Godard Allemagne année 90 neuf zéro (1991).

## Biografia

### Inicis
Nascut en Los Angeles (Califòrnia), el seu veritable nom era Israël Constantine. Els seus pares eren immigrants jueus, ell d'origen rus i joier, i ella d'origen polonès. Amb l'ànim de fer una carrera com a cantant, va viatjar a Viena per a formar la seva veu, però de tornada als Estats Units la seva carrera no enlairava i va haver de treballar com a extra cinematogràfic.

### Carrera
Constantine va decidir tornar a Europa a principis de la dècada de1950, i va començar a cantar i actuar en cabarets de París. Va ser descobert per Édith Piaf, que el va triar per a participar en el musical La p'tite Lili. Constantine també va ajudar Piaf amb traduccions del seu àlbum de 1956 La Vie en Rose/Édith Piaf Sings In English, apareixent per això en els crèdits de les versions angleses d'algunes de les cançons de major fama de la cantant (especialment Hymne à l'amour/ Hymn to Love).
En la dècada de 1950, Constantine va ser una estrella a França gràcies al seu paper del detectiu i agent secret Lemmy Caution (personatge de les novel·les de Peter Cheyney) en una sèrie de pel·lícules de sèrie B, entre elles La môme vert-de-gris (1953), Cet homme est dangereux (1953), Ça va barder (1953), Je suis un sentimental (1955), Lemmy pour les dames (1961) i Your Turn, Darling (1963). L'actor comentava que el seu personatge era «James Bond abans de James Bond». A causa de tot l'anterior era anomenat «l'americà francès».
Una de les seves actuacions més destacades va arribar amb la cinta de Jean-Luc Godard Alphaville (1965), en la qual va reprendre el paper de Lemmy Caution, encara que amb un estil diferent del de les altres pel·lícules. A mitjans de la dècada de 1960 ja no atreia tant de públic a França. Casat amb una productora televisiva alemanya, finalment es va mudar a Alemanya, on va treballar com a actor de caràcter, actuant en drames i en produccions televisives d'aquest país. Constantine deia més endavant que mai s'havia pres massa de debò la seva carrera d'actor, ja que ell es considerava realment un cantant, i s'havia dedicat a la interpretació per motius econòmics. Així i tot, va actuar per a directors com Godard i Rainer Werner Fassbinder, i la seva pel·lícula més destacada va ser el film de Lars Von Trier Europa, rodat en 1991. Aquest mateix any va tornar a ser Lemmy per última vegada en la cinta experimental de Godard Allemagne année 90 neuf zéro.

## Vida personal
Constantine es va casar tres vegades. Les seves esposes van ser Helene Musil (1942-1976, divorciats), amb la qual va tenir tres fills; Dorothea Gibson (1977, divorciats); i la productora cinematogràfica Maya Faber-Jansen (1979–1993, any de la mort de Constantine), amb la qual va tenir un fill. La seva filla Tanya Constantine, nascuda en 1943, és fotògrafa. Una altra filla, Barbara Constantine, nascuda en 1955, és escriptora. Lemmy Constantine, nascut en 1957, és també cantant i actor, i Mia Constantine, nascuda en 1981, directora teatral.
Eddie Constantine va morir a causa d'un infart agut de miocardi el 25 de febrer de 1993, a Wiesbaden (Alemanya).

## Discografia
- 1953 : 	Aimer comme je t’aime
- 1953 : 	Il n’y a qu’à moi
- 1953 : 	Les Quatre Cents Coups
- 1953 : 	Ma petite folie
- 1953 : 	Maria Chapdelaine
- 1953 : 	Pleure pas Nellie
- 1953 : 	Ton mariage
- 1953 : 	Toujours plus belle
- 1954 : 	Ah ! les femmes
- 1954 : 	Bientôt le soleil
- 1954 : 	C’est si bon
- 1954 : 	Ça bardait
- 1954 : 	Ça me démange
- 1954 : 	Ça y est
- 1954 : 	Ce diable noir
- 1954 : 	Dans la foule
- 1954 : 	Deux pour aimer
- 1954 : 	Et bâiller et dormir
- 1954 : 	Je t’aime comme ça
- 1954 : 	L’Enfant de la balle
- 1954 : 	La Fille des bois
- 1954 : 	Le Gaucho
- 1954 : 	Le Soudard
- 1954 : 	Les Amoureux du Havre
- 1954 : 	Les Trottoirs
- 1954 : 	Mon rêve m’a dit
- 1955 : 	Amoureux de toi
- 1955 : 	Au loin dans la plaine
- 1955 : 	C’est toi
- 1955 : 	Dans tes yeux
- 1955 : 	Gina
- 1955 : 	Je suis un sentimental
- 1955 : 	L’Homme et l’Enfant
- 1955 : 	Laisse-moi rêver de toi
- 1955 : 	Le Scaphandrier
- 1955 : 	Ma petite voleuse
- 1955 : 	Mon ami réveille-toi
- 1955 : 	Old man river
- 1955 : 	Petite si jolie
- 1955 : 	Si, si, si
- 1955 : 	Tous mes rêves passés
- 1955 : 	Tout simplement je t’aime
- 1956 : 	Avec ces yeux-là
- 1956 : 	C’est inouï la veine que j’ai
- 1956 : 	Ce n’est pas toujours drôle, le cinéma
- 1956 : 	Chanson pour Noël
- 1956 : 	Dis-moi quelque chose de gentil
- 1956 : 	Et tout ça
- 1956 : 	Hop digui-di
- 1956 : 	Je prends les choses du bon côté
- 1956 : 	Je suis… tu es
- 1956 : 	L’Aventure
- 1956 : 	La Ballade des truands
- 1956 : 	La Rose tatouée
- 1956 : 	La Valse
- 1956 : 	Le Rock du marin
- 1956 : 	Les Petits Santons
- 1956 : 	Merci, monsieur Schubert
- 1956 : 	Mes pieds
- 1956 : 	Noël blanc
- 1956 : 	Paris bohème
- 1956 : 	Petit Papa Noël
- 1956 : 	Portrait d’une inconnue
- 1956 : 	Quand les hommes vivront d’amour
- 1956 : 	Rock, rock
- 1956 : 	Si ma vie recommençait
- 1956 : 	Sonny boy « Mon petit »
- 1956 : 	Venise
- 1956 : 	Vous, mon cœur
- 1956 : 	Voyage à deux
- 1957 : 	Cigarettes, whisky et p’tites pépées
- 1957 : 	Je vais revoir ma blonde
- 1957 : 	Laisse tomber
- 1957 : 	Le Gran Bluff
- 1957 : 	Le Tendre Piège
- 1957 : 	Mon amour
- 1957 : 	Mon bon vieux phono
- 1957 : 	Pour garder le tempo
- 1957 : 	Ronde ronde
- 1959 : 	Attention à la femme
- 1959 : 	C’est à peine croyable
- 1959 : 	Ce bon dieu d’amour
- 1959 : 	Donne, donne, donne
- 1959 : 	Hello bonjour
- 1959 : 	Il n’y a que toi pour faire ça
- 1959 : 	J’ai des tics
- 1959 : 	J’en ai marre
- 1959 : 	Jamais, jamais plus
- 1959 : 	L’amitié c’est ça
- 1959 : 	L’Ennui
- 1959 : 	Les Mauvais Coups
- 1959 : 	Quand tu viens chez moi, mon cœur
- 1959 : 	S'il y en a pour un
- 1959 : 	Si, si, si bien
- 1959 : 	Tu joues avec le feu
- 1960 : 	Aimons-nous
- 1960 : 	Le Rêve est plus fou
- 1960 : 	Ravissante
- 1960 : 	Spécialisation
- 1963 : 	Le Soleil dans les yeux
- 1963 : 	Ne verse pas de larmes
- 1963 : 	Oui, ça devait m’arriver
- 1963 : 	Que tu le veuilles ou non
- 1965 : 	Des frissons partout
- 1965 : 	Hey, Mr. Caution
- 1965 : 	Plus fort qu’on imagine
- 1965 : 	Rien ne vaut un bon whisky
- 1974 : 	Cet homme
- 1974 : 	Fais-pas cette tête là !
- 1974 : 	Je cherche une femme
- 1974 : 	Le Parapluie
- 1974 : 	Mon enfant
- 1974 : 	Petite fille de vingt ans
- 1974 : 	Quand tu as des sous
- 1975 : 	Good bye, Marilyn
- 1975 : 	Hit parade

## Filmografia

### Cinema
- 1936 : Born to Dance : figurant
- 1950 : Les chansons s'envolent (curtmetratge) de Henri Verneuil
- 1953 : Egypt by Three de Victor Stoloff : Nick (tercer segment)
- 1953 : La Môme vert-de-gris de Bernard Borderie : Lemmy Caution
- 1953 : Cet homme est dangereux de Jean Sacha : Lemmy Caution
- 1954 : Les femmes s'en balancent de Bernard Borderie : Lemmy Caution
- 1954 : Avanzi di galera de Vittorio Cottafavi : Franco Cesari
- 1954 : Votre dévoué Blake de Jean Laviron : Larry Blake
- 1955 : Ça va barder de John Berry : Johnny Jordan
- 1955 : Je suis un sentimental de John Berry : Barney Morgan
- 1956 : Vous pigez ? de Pierre Chevalier : Lemmy Caution
- 1956 : Les Truands de Carlo Rim : Jim Esposito
- 1956 : Ce soir les jupons volent de Dimitri Kirsanoff : M. Howard
- 1956 : L'Homme et l'Enfant de Raoul André : Fred Barker
- 1956 : Bonsoir Paris, bonjour l'amour de Ralph Baum : ell mateix
- 1957 : Folies-Bergère de Henri Decoin : Bob Wellington
- 1957 : Le Grand Bluff de Patrice Dally : Eddie F. Morgan
- 1957 : Ces dames préfèrent le mambo de Bernard Borderie : Burt Brickford
- 1957 : Rendez-vous avec Maurice Chevalier numéro 1 (curtmetratge) de Maurice Regamey
- 1958 : Incognito de Patrice Dally : Bob Stanley
- 1958 : Hoppla, jetzt kommt Eddie de Werner Klingler : Eddie Petersen
- 1958 : Passport to Shame d'Alvin Rakoff : Johnny McVey
- 1959 : Du rififi chez les femmes d'Alex Joffé : Williams
- 1959 : The Treasure of San Teresa de Alvin Rakoff : Larry Brennan
- 1959 : SOS Pacific de Guy Green : Mark
- 1960 : Bomben auf Monte Carlo de Georg Jacoby : Capitaine Eddie Cronen
- 1960 : Comment qu'elle est ? de Bernard Borderie : Lemmy Caution
- 1960 : Chien de pique d'Yves Allégret : Patrick
- 1960 : Ravissante de Robert Lamoureux : aparició
- 1960 : Ça va être ta fête de Pierre Montazel : John Lewis / John Jarvis
- 1961 : Me faire ça à moi de Pierre Grimblat : Eddie MacAvoy
- 1961 : Mani in alto de Giorgio Bianchi : Felice Esposito
- 1961 : Cause toujours, mon lapin de Guy Lefranc : Jackson
- 1961 : Cleo de 5 a 7 (Cléo de 5 à 7) de Agnès Varda : l'arroseur
- 1962 : Une grosse tête d'Claude de Givray : Naps
- 1962 : Les Sept Pêchés capitaux - dans le sketch La paresse de Jean-Luc Godard : ell mateix
- 1962 : Lemmy pour les dames de Bernard Borderie : Lemmy Caution
- 1962 : Bonne chance, Charlie de Jean-Louis Richard : Charlie
- 1962 : L'Empire de la nuit de Pierre Grimblat : Eddie
- 1962 : Nous irons à Deauville de Francis Rigaud : aparició
- 1963 : Les Femmes d'abord de Raoul André : Bobby Carao
- 1963 : Tela de araña de José-Luis Monter : Eddie Ross
- 1963 : À toi de faire... mignonne de Bernard Borderie : Lemmy Caution
- 1963 : Des frissons partout de Raoul André : Jeff Gordon
- 1963 : Rote Lippen soll man küssen de Franz Antel : ell mateix
- 1963 : Lykke og krone de Coljörn Helander et Stein Saelen : aparició
- 1964 : Comment trouvez-vous ma sœur ? de Michel Boisrond : aparició
- 1964 : Laissez tirer les tireurs de Guy Lefranc : Jeff Gordon
- 1964 : Nick Carter va tout casser de Henri Decoin : Nick Carter
- 1964 : Lucky Jo de Michel Deville : Lucky Jo
- 1964 : Ces dames s'en mêlent de Raoul André : Jeff Gordon
- 1965 : Faites vos jeux, mesdames o Feu à volonté de Marcel Ophuls : Mike Warner
- 1965 : Cent briques et des tuiles de Pierre Grimblat : Le consommateur au bar
- 1965 : Alphaville, une étrange aventure de Lemmy Caution de Jean-Luc Godard : Lemmy Caution
- 1965 : Je vous salue mafia de Raoul Lévy : Rudy
- 1965 : Nick Carter i el trèvol vermell (Nick Carter et le trèfle rouge) de Jean-Paul Savignac : Nick Carter
- 1966 : Cartas boca arriba de Jesús Franco : Al Pereira
- 1966 : Residencia para espías de Jesús Franco : Dan Leyton
- 1967 : Ces messieurs de la famille de Raoul André : El cosí Lemmy
- 1968 : À tout casser de John Berry : Ric
- 1969 : Les Gros Malins de Raymond Leboursier : Eddie
- 1969 : Lions Love de Agnès Varda : ell mateix
- 1970 : Malatesta de Peter Lilienthal : Malatesta
- 1971 : Warnung vor einer heiligen Nutte de Rainer Werner Fassbinder : ell mateix
- 1971 : Eddie geht weiter de Ulli Lommel : el professor
- 1973 : Geen paniek de Ko Koedijk : Bill Silkstocking
- 1974 : Une baleine qui avait mal aux dents de Jacques Bral : Eddie
- 1975 : Souvenir of Gibraltar de Henri Xhonneux : Jo, el pare
- 1975 : Der Zweite Frühling de Ulli Lommel : Frank Cabot
- 1977 : Bloedverwanten de Wim Lindner : el capellà
- 1977 : Le Couple témoin de William Klein : Jean-Michel
- 1978 : LIt Lives Again de Larry Cohen : Dr. Forrest
- 1979 : Die Dritte Generation de Rainer Werner Fassbinder : Peter Lurz
- 1979 : Bildnis einer Trinkerin de Ulrike Ottinger
- 1980 : Exit... nur keine Panik de Franz Novotny
- 1980 : Panische Zeiten de Udo Lindenberg
- 1980 : Car-Napping - Bestellt, geklaut, geliefert de Wigbert Wicker : Laroux, l'officier de police
- 1980 : El llarg Divendres Sant (The Long Good Friday) de John Mackenzie : Charlie
- 1981 : Rote Liebe - Wassilissa : Pawel Pawlowitsch
- 1981 : Tango durch Deutschland de Lutz Mommartz : Eddie
- 1981 : Neige de Juliet Berto i Jean-Henri Roger : Pierrot
- 1981 : Oasis (curtmetratge) de Burghardt Schlicht
- 1981 : Freak Orlando de Ulrike Ottinger : Säulenheiliger
- 1982 : Rote Liebe de Rosa von Praunheim : Pawel Pawlowitsch
- 1982 : Boxoffice de Josef Bogdanovitch : Hugh Barren
- 1983 : Das Mikado-Projekt de Torsten Emrich
- 1983 : Der Schnüffler de Ottokar Runze : Gregori Ustinov
- 1983 : La Bête noire de Patrick Chaput : le patron du bar américain
- 1984 : Seifenblasen de Alfred Ninaus
- 1984 : Tiger - Frühling in Wien de Peter Patzak : Lemmy Caution
- 1984 : Flight to Berlin de Christopher Petit
- 1984 : Uno Scugnizzo a New York de Mariano Laurenti : Sammy
- 1985 : Paul Chevrolet en de ultieme hallucinatie de Pim de la Parra : Boy Pappa
- 1985 : Hold-up : aparició (passe de jiu-jitsu en una escena amb Jacques Villeret)
- 1986 : Makaroni Blues de Bela Csepesanyi : Lemmy Caution
- 1987 : Pehavý Max a strasidlá de Jaraj Jakubisco : Vodník Alojz
- 1987 : Helsinki Napoli All Night Long de Mika Kaurismäki : el vell gangster
- 1989 : Europa, abends de Claudia Schröder : Mr. Hardayle
- 1991 : Europa de Lars von Trier : Colonel Harris
- 1991 : Allemagne année 90 neuf zéro de Jean-Luc Godard : Lemmy Caution
- 1991 : Tokyo no kyujitsu de Naoki Nagao : aparició
- 1993 : Three Shake-a-Leg Steps to Heaven d'Andy Bausch : Don Fabrizzi

### Televisió
- 1970 : Eine Rose für Jane (TV) : Boss
- 1971 : Supergirl - Das Mädchen von den Sternen (TV) de Rudolph Thöme : Partygast bei Polonsky
- 1972 : Wir sind drei (TV)
- 1973 : Welt am Draht (TV) : Man in Rolls Royce
- 1977 : Raid on Entebbe (TV) de Irvin Kershner : Capt. Michel Becaud
- 1978 : Zwei himmlische Töchter (telenovel·la TV) : Slim Nesbit (episodi Ein Cowboy nach Spanien)
- 1979 : Victor (TV) - de Walter Bockmayer
- 1981 : Zwischen Mond und Sonne (TV) de Recha Jungmann
- 1982 : De bien étranges affaires (telenovelW·la TV) : Occono (segment "Lourde gueuse")
- 1982 : Les Fugitifs (TV) : M. John
- 1982 : Les Nouvelles Brigades du Tigre de Victor Vicas, épisode Made in USA de Victor Vicas : Cosmano
- 1982 : Le Moulin à remonter le poivre, sèrie Délires de Jean-Noël Roy
- 1984 : Rambo Zambo (TV) : Harry
- 1984 : Une aventure de Phil Perfect (feuilleton TV) : Lemmy
- 1984 : Série noire : J'ai bien l'honneur de Jacques Rouffio : Mike Parker
- 1984 : Quei trentasei gradini, de Luigi Perelli (sèrie de televisió RAI)
- 1986 : Las Aventuras de Pepe Carvalho : Walter Davis
- 1986 : Roncalli (sèrie de televisió) : Pablo
- 1987 : Frankensteinova teta) (telenovel·la TV) : Alois (Wassermann)
- 1988 : Les Cinq Dernières Minutes Pour qui sonne le jazz de Gérard Gozlan
- 1989 : Rivalen der Rennbahn (sèrie de televisió)
- 1989 : Le Retour de Lemmy Caution (TV) : Lemmy Caution

## Obra literària
- Votre dévoué Blake, París, Presses de la Cité, Un mystère n° 226, 1955
- Le Propriétaire, París, J.C. Lattès, 1975 ; reedició de la col·lecció J'ai lu n° 805, 1978
- L'Homme tonnerre, París, J.C. Lattès, 1978